# Snackbar

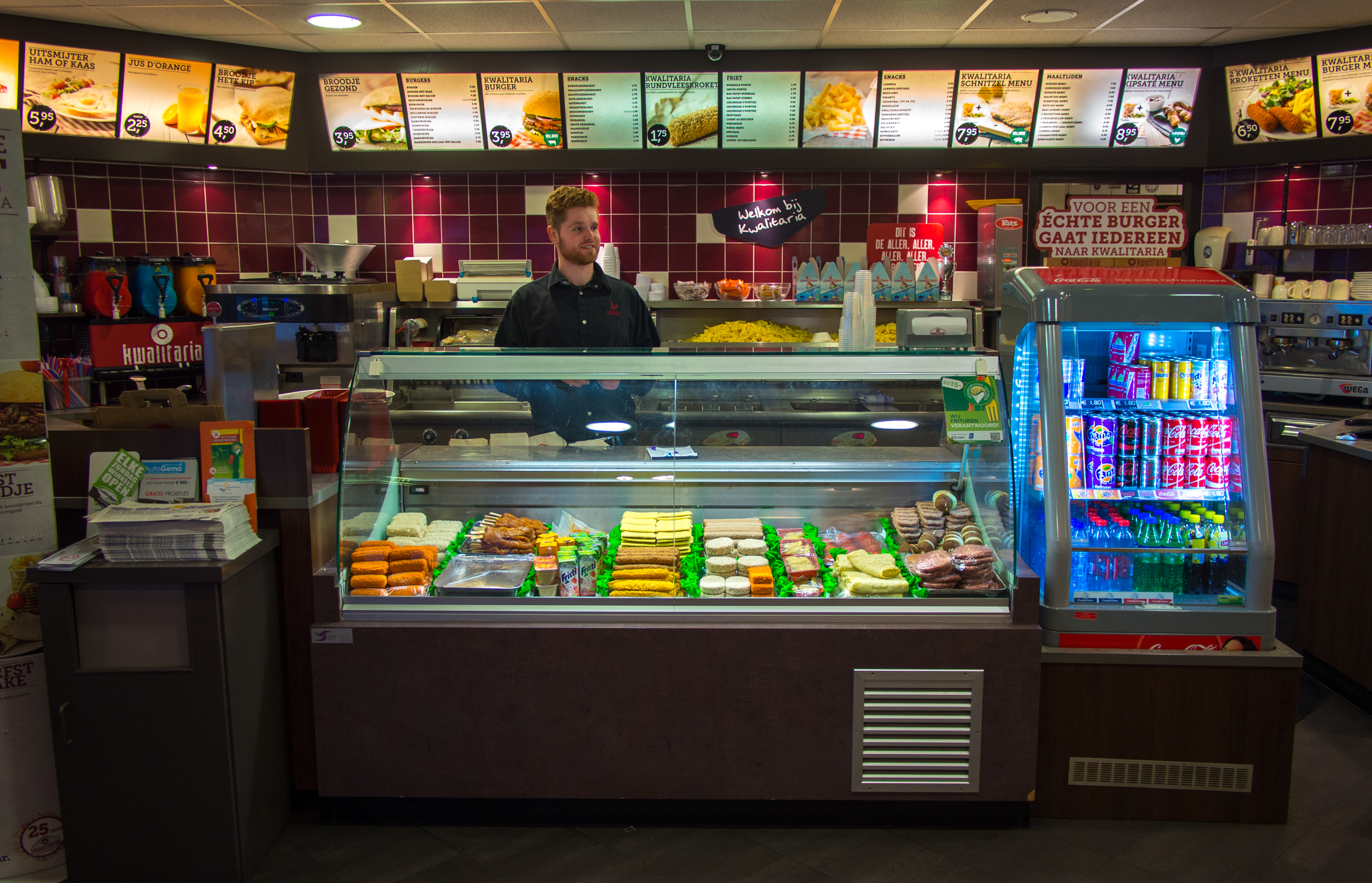
Interieur van een snackbar in Nederland.

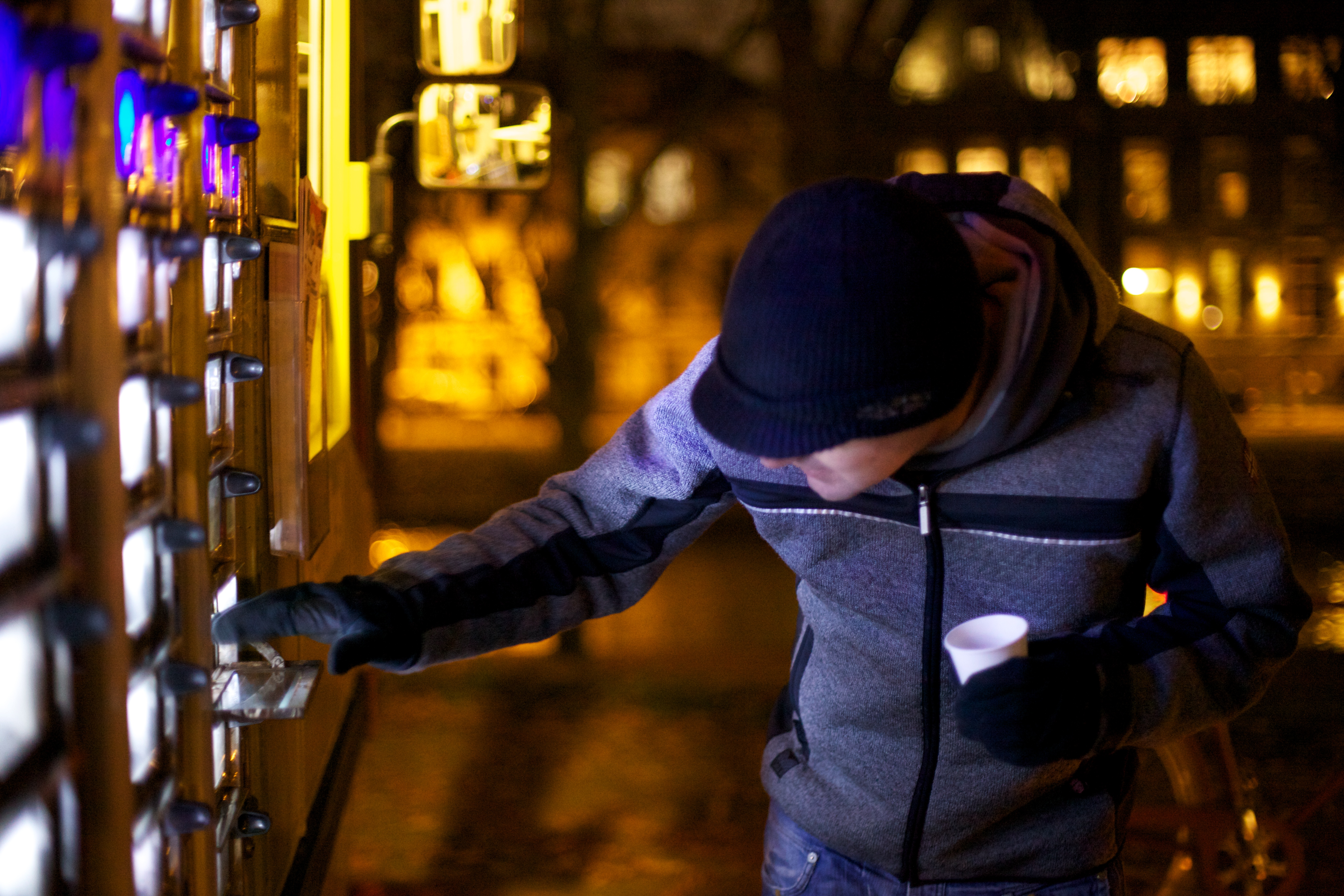
Gebruik van een snackautomatiek, ook trekmuur genoemd

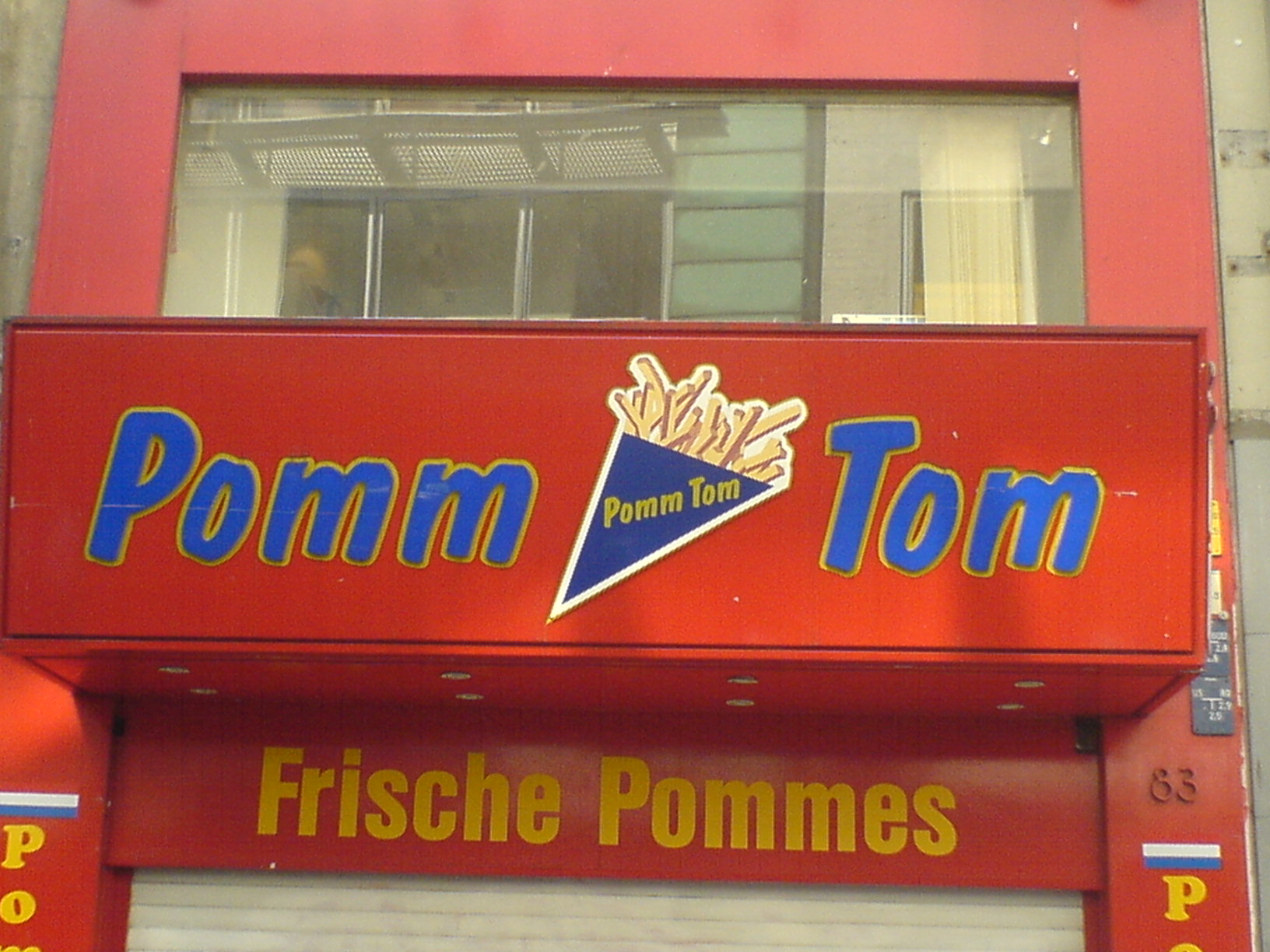
Duitse snackbar

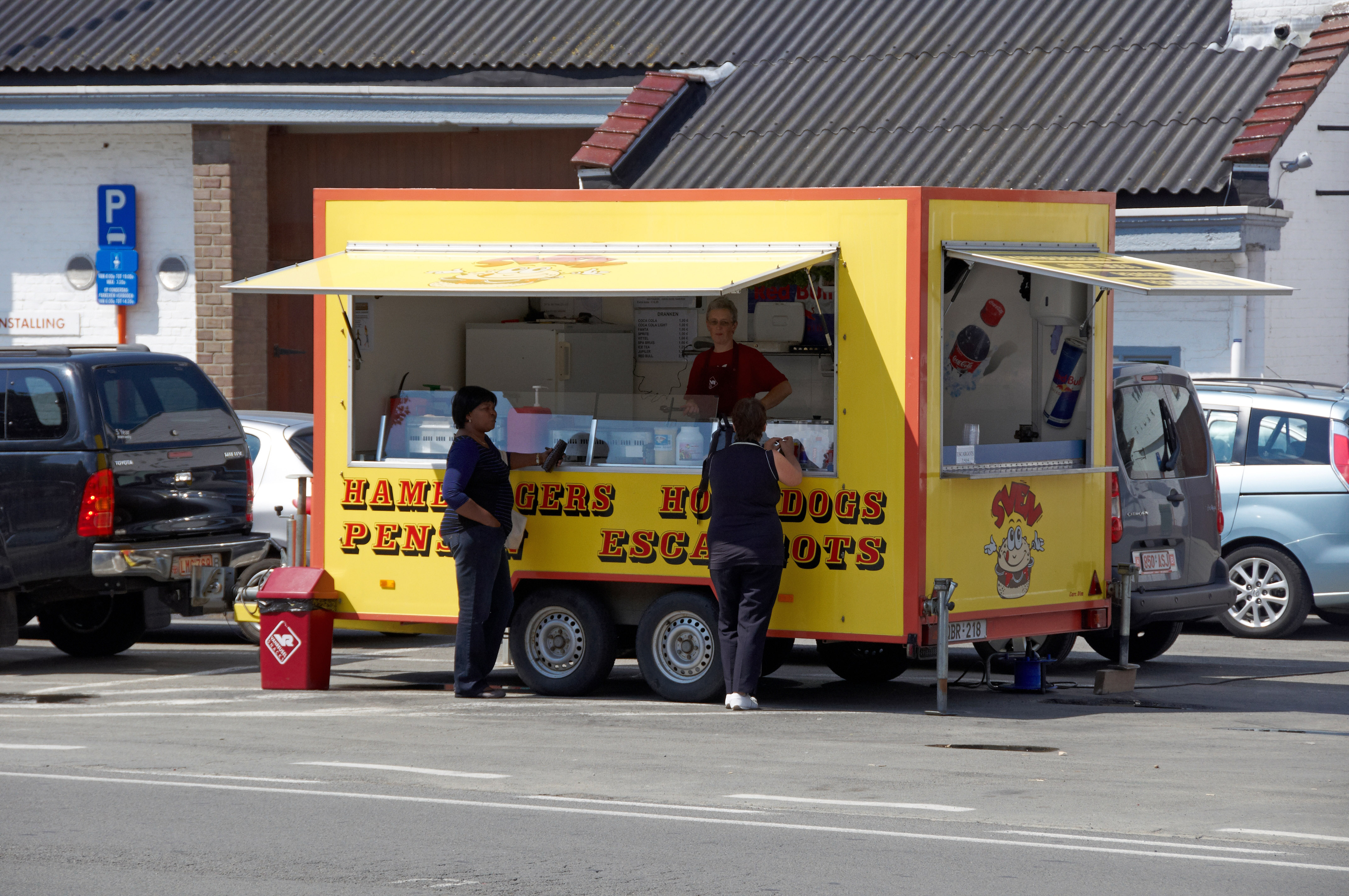
Een mobiele snackbar in België.

Een snackbar is een eetgelegenheid waar men voornamelijk snacks (bijvoorbeeld friet, kroketten, frikandellen) kan kopen en nuttigen.

## Definitie en beschrijving
Een snackbar waar de menukaart iets uitgebreider is en enige zitplaatsen aanwezig zijn wordt ook cafetaria genoemd. Het woord cafetería is een leenwoord uit het Spaans, en betekent koffiehuis. In België en in de zuidelijke delen van Nederland wordt een snackbar een friettent, frietzaak, frietkot, frietkraam, friture of frituur genoemd. Een cafetaria betekent in Vlaanderen vaker kantine.
Sommige Nederlandse snackbars hebben een automatiek, waar men het klaarliggende gerecht na betaling uit een vakje in de muur kan nemen. Een aantal snackbars behoren tot ketens waardoor via franchise of gezamenlijke inkoop een efficiëntere bedrijfsvoering mogelijk is.
In 2004 startte in Nederland de campagne Verantwoord Frituren. Doel hiervan was om het gebruik van vloeibaar frituurvet te stimuleren. In tegenstelling tot vast frituurvet bevat vloeibaar vet goede onverzadigde vetten en weinig transvetzuren.

## Aantallen
Nederland telde op het hoogtepunt circa 6.000 snackbars en cafetaria's. Na 1997 zette de daling in. In 2010 telde Nederland nog ruim 4.900 snackbars en cafetaria's. Het gaat hierbij om inpandige bedrijven; mobiele snackbars en kramen met een vaste standplaats maar zonder zitgelegenheid zijn niet meegerekend. In 2017 waren er ruim 4.800, wat neerkomt op 2,9 snackbars per 10.000 inwoners. Ten opzichte van 2007 is dat een afname van 4%.
Tegenover deze lichte daling van het aantal snackbars is het aantal filialen van fastfoodketens tussen 2007 en 2017 met 11% gestegen. Ook is er een lichte stijging van hippe biologische patatzaken.
Een sterkere daling dan het landelijke gemiddelde deed zich voor in Amsterdam, waar het aantal snackbars daalde van 263 in 2007 naar 212 in 2017, oftewel een afname van 19,4%.
In 2017 waren de meeste snackbars te vinden in de provincie Limburg, namelijk 4,7 per 10.000 inwoners, met de hoogste snackbardichtheid in de plaatsen Venlo, Heerlen en Sittard-Geleen.

## Menu

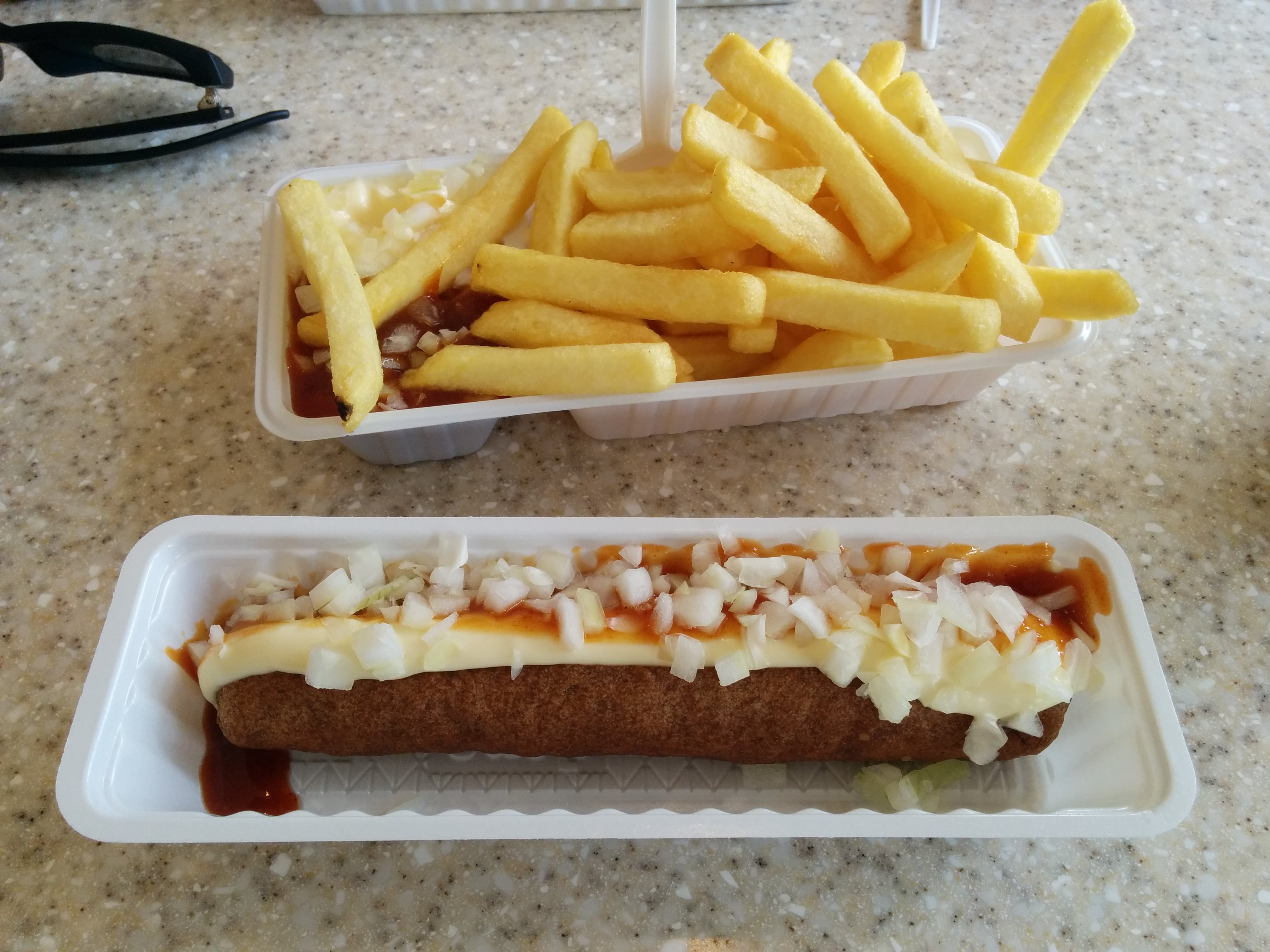
Patat frites speciaal en frikandel speciaal in een Nederlandse snackbar

Veel Nederlandse snackbars verkopen onderstaande snacks:
| - patat frites - frikandel - kroket - milkshake - slush puppy - softijs - ijs - broodje bal - berenhap | - nasibal - kaassoufflé - kipcorn - kip-/kalkoenstick - braadworst - halve kip - kipnuggets - gehaktbal - zure bommen | - vleessalade - frisdrank - hamburger - cheeseburger - bamischijf - bitterbal - viandel |

Ter aanvulling serveren ze een assortiment belegde broodjes en vaak minder bekende snacks, zoals het lihanboutje, de knakworst, de bockworst, de curryworst, de pikanto (gekruide gehaktstaaf), de vlampijp (heetgekruide vleesloempia), de mexicano, de sjasliek (vleesstokjes), de reifkoek (aardappelschijf), de sitostick (blokjes kalkoenvlees), afgewisseld met uien op een stokje en als geheel gepaneerd), de shoarmarol en de smulrol. In Noord- en Oost-Nederland vindt men de eierbal.
Friet of patat wordt vaak gegeten in bepaalde combinaties met sauzen. Deze samenstellingen hebben soms kleurrijke namen, die sterk regionaal bepaald en bekend zijn.

## Geschiedenis

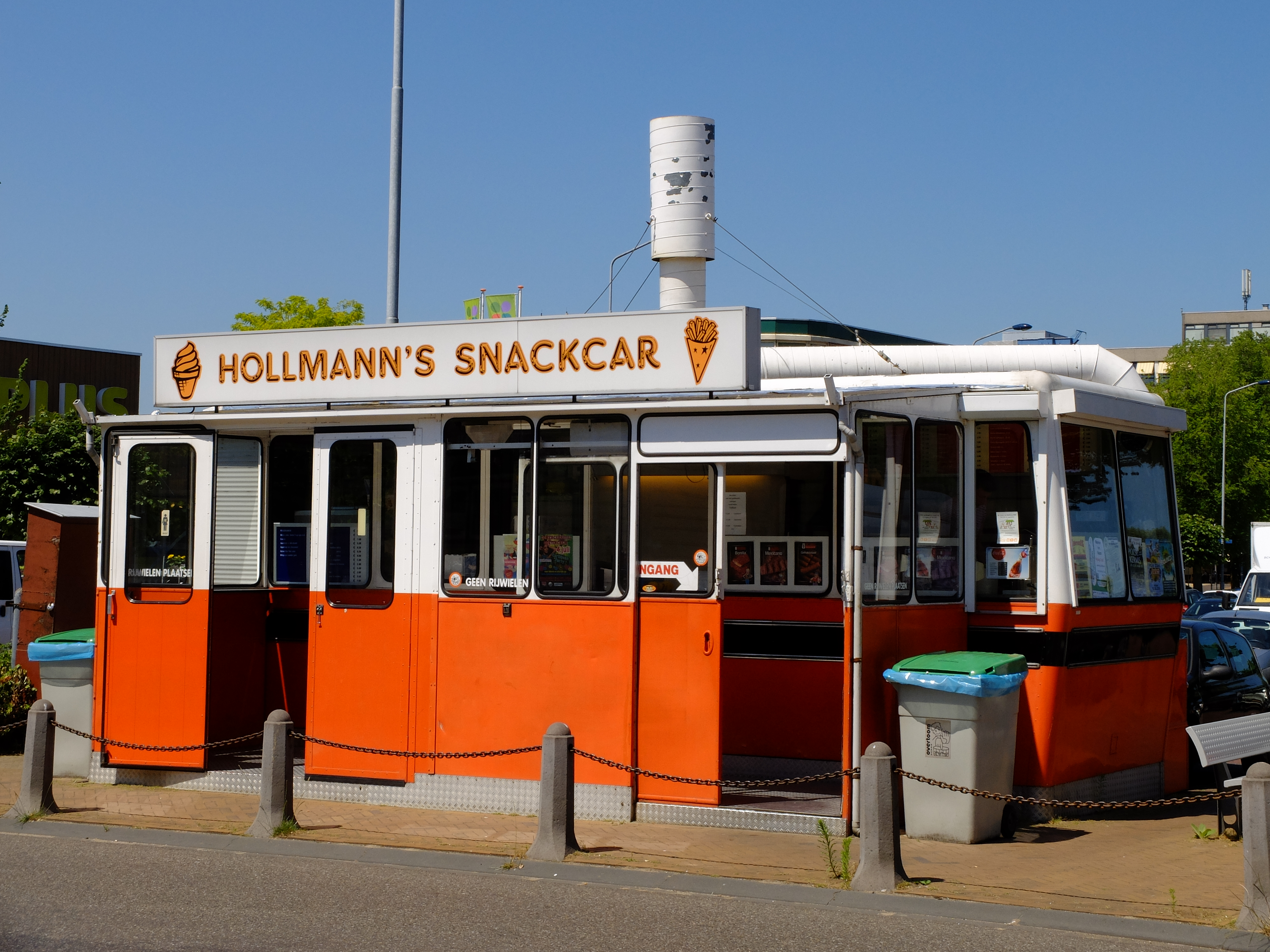
Snackcar in een oude tram

De oudst bekende cafetaria in Nederland was in 1915 gevestigd te Utrecht in de straat Achter Clarenburg. Het pand is nog steeds een horecagelegenheid en ligt schuin tegenover Maria Minor. Op het Centraal Station in Utrecht deed in 1932 de eerste automatiek haar intrede. In die tijd waren in het centrum van deze stad ook vis- en frietkramen al een bekend verschijnsel.
De eerste snackbar/cafetaria verkocht destijds al diverse soorten warme en koude worst, zelfgemaakte frieten, gebakken aardappels, melkproducten, gehaktballen, kroketten, frikadilles (voorloper van de frika(n)del), berenklauwen, haché, aardappelgerechten, snoep, popcorn, Nederlandse gerechten, koffie, thee, cola, chocolademelk, rookwaren, ijs en bier. Ook werd er ontbijt en lunch verzorgd, die vooral door werklieden onder het genot van een kop koffie of een borrel genuttigd werden.

## Prijzen

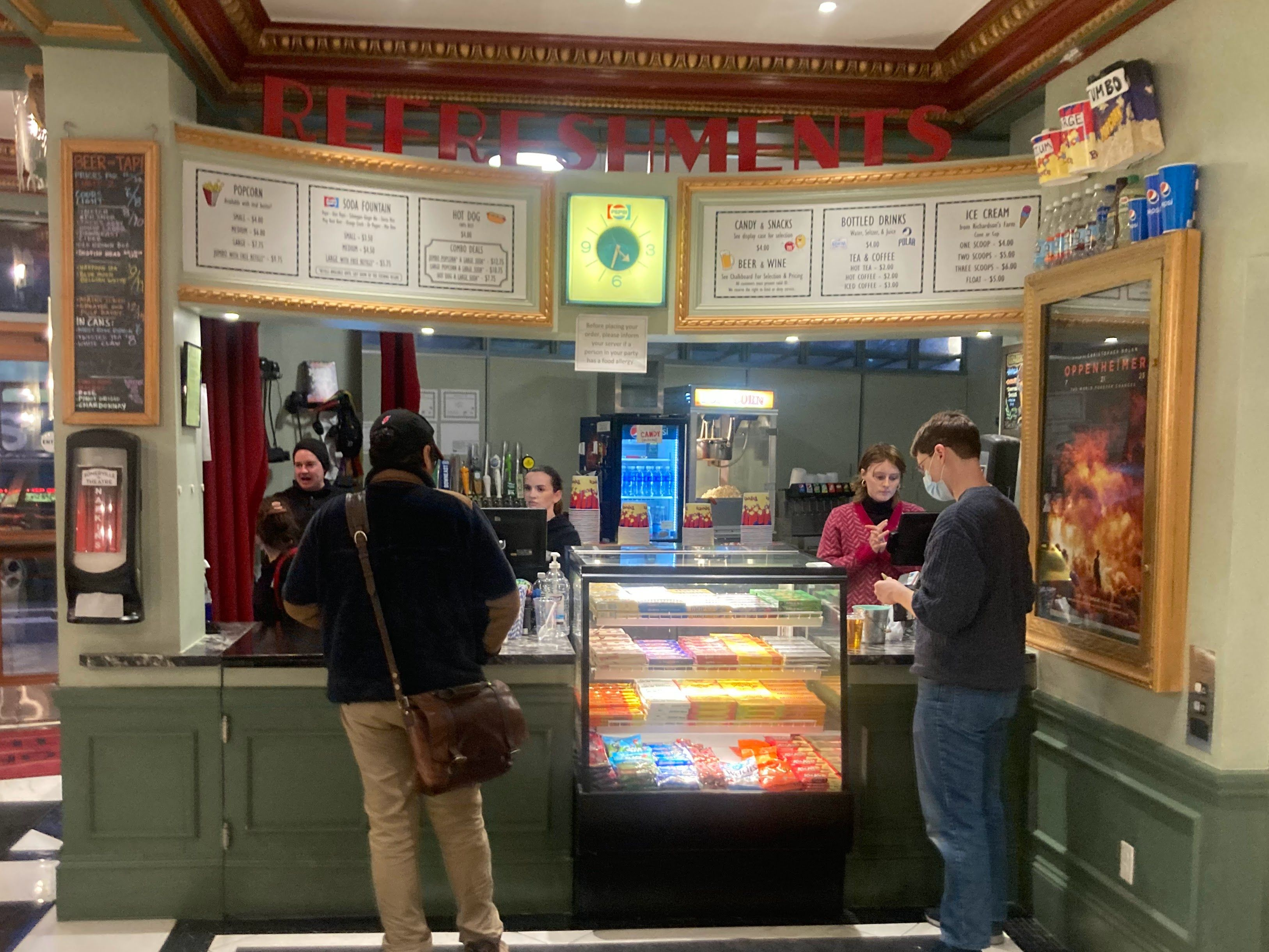
In een Amerikaans theater (Somerville, Massachusetts)

In Nederland kan een cafetaria twee prijzen winnen als beste cafetaria. Elk jaar beoordeelt de Snackkoerier zo'n 800 cafetaria's die zich inschrijven en bepaalt hieruit een Top100. Ook is er elk jaar een beoordeling door Frietopia, een consumentensite die frietzaken en cafetaria's bezoekt en recenseert. De drie beste zaken van het jaar ontvangen de Frietopia Publieksprijs.
In 2004 was Eetpaleis 't Vosje de eerste op de Top100. 't Vosje was in 1997 al eens cafetaria van het jaar geworden. In 2005 werd De Bik Bar in Emmen de winnaar. In 2006 won Verhage Kort Ambacht te Zwijndrecht, in 2007 Eetplezier de Bestse snackbar te Best en in 2008 Friet-plaza Willem de Boer op Urk. In 2009 won De Vergulden Èrpel te Waalwijk.
De Frietopia Publieksprijs werd in 2007 gedeeld door Manneken Pis met filialen in Amsterdam en Utrecht, en Snackbar De Ring in Zuidland, een dorpje onder de rook van Rotterdam. In 2010 werd de prijs gedeeld door twee vestigingen van Manneken Pis en Frituur Martin Zwerts te Eindhoven. Cafetaria Rikken in Groesbeek won de prijs voor Beste Sfeer.